# Пливай понатаму
„Пливай понатаму“ (на македонска литературна норма: „Пливај понатаму“) е филм от Република Македония от 1985 година, на режисьора Дарко Маркович. Сценарият на филма също е на Маркович.